# 다이아몬드 리그

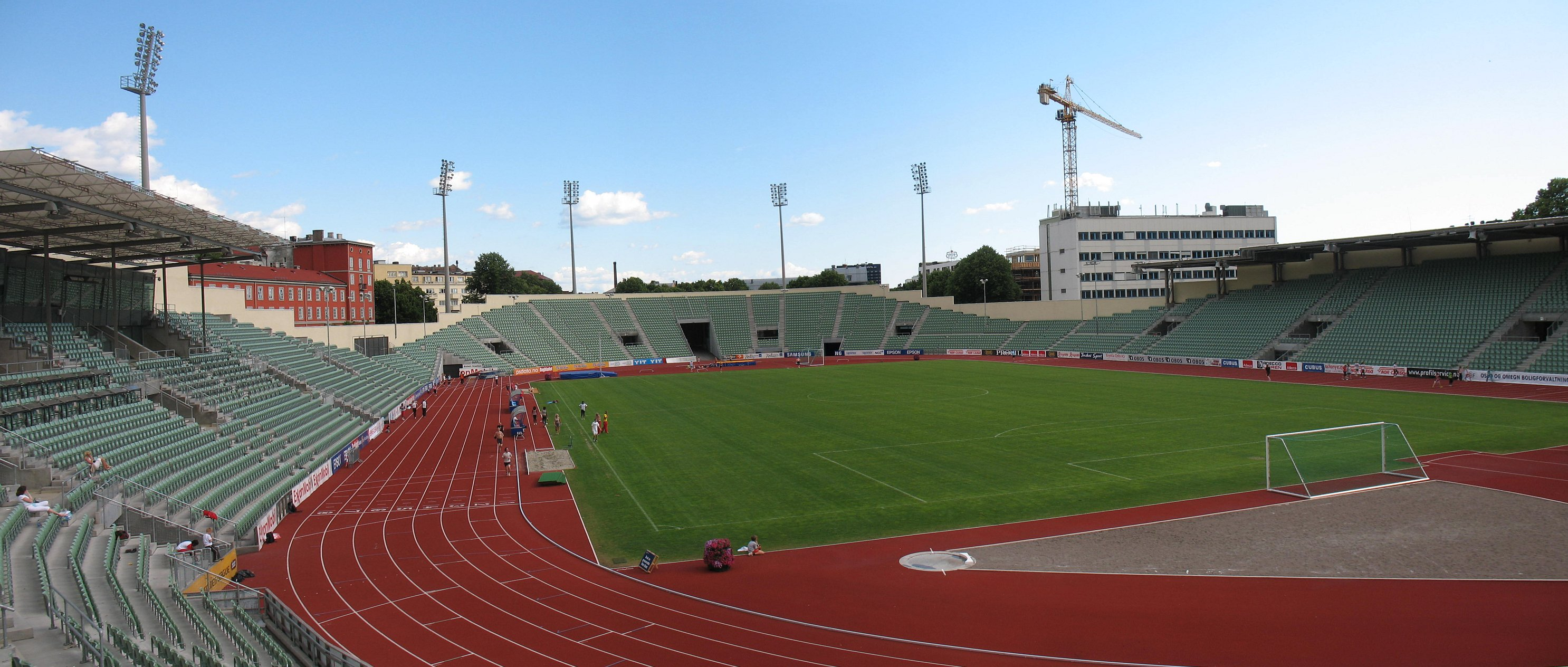

다이아몬드 리그(영어: Diamond League)는 세계 육상 연맹이 주최하는 육상 대회이다. 2010년부터 시작되었다. 각 대회는 예년 5월부터 9월까지 유럽, 북아메리카, 아시아 11개국 14개 도시에서 개최된다. 남녀 각 12종목의 선수가 연간 종합 성적을 경쟁하고 우승자에게는 상금과 다이아몬드 트로피가 수여된다.